# Delirium tremens (пиво)
Это статья о пиве. О заболевании см. Белая горячка

Один из вариантов этикетки с изображением розового слоника

Delirium tremens (что означает на латыни белую горячку) — марка крепкого бельгийского пива, которое производит предприятие Huyghe в Мелле (предместье Гента). Крепость — 8.5 % об.
Delirium tremens варится с 26 декабря 1989 года. Для приготовления пива используется три разных вида дрожжей. Пиво разливается в белые непрозрачные бутылки, которые выглядят как керамические, но на самом деле это крашеные стеклянные бутылки.
В 1992 году в Бельгии было основано «Братство розового слона» (нидерл. Confrerie van de Roze Olifant), которое ставит своей целью пропаганду пива Delirium tremens и других сортов пива, которые варят в Мелле.
В 1998 году пиво Delirium tremens завоевало золотую медаль и звание лучшего пива в мире на конкурсе World Beer Championships в Чикаго (США).